# 波蘭國家千年紀念

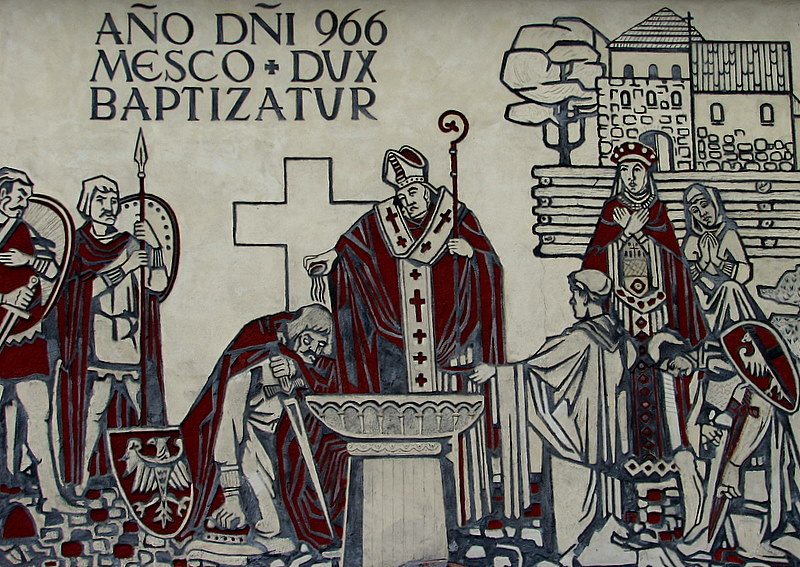
展現波蘭966年受洗的壁畫

波蘭國家千年紀念（直译：「波蘭國家一千年」）是波蘭基督教化和隨後建立第一個波蘭國家的全國慶祝活動。根據1958年下議院的一項決議，在1960-1966年間舉行了慶祝活動。1960年2月16日，統一陣線全國委員會全體會議在卡利什舉行了禧年慶祝活動的開幕式。禧年慶祝活動伴隨著教育計劃1000週年的一千所學校，在此期間，在1959-1972年期間，建造了近1500所學校。波兰天主教會和波蘭統一工人黨都決定利用這個週年紀念日在波蘭進行宣傳。教會計劃慶祝波蘭受洗千年，而國家當局則嚴格紀念波蘭民族開端的千禧年。